# Волинець Олександр Олександрович
Олександр Олександрович Волинець (нар. 23 липня 1986) — колишній український футболіст, півзахисник.
Грав за друголігові «Арсенал-2» (Київ), Нафком (Бровари), першоліговий ФК «Львів» та низку інших команд регіональних дивізіонів України.

## Біографія
Вихованець київського футболу. Перший тренер — Дмитро Назаренко.
У ДЮФЛ України виступав за київські «Локомотив» («Локомотив-МСМ-ОМІКС») (2002–2003) і «Арсенал» (2004–2005).
У сезоні 2009 посів 6-е місце серед найкращих бомбардирів першості Черкащини (у складі ФК «Драбів»). З 2010 — у складі команди «Шпола-ЛНЗ-Лебедин» (Шпола), з якою виграв чемпіонат області 2011 року.
Останні роки виступав у аматорських колективах Київської області. 

## Досягнення
- Чемпіон Черкаської області (1): 2011.
- 6-е місце серед найкращих бомбардирів чемпіонату Черкаської область (2009)